# Pickering (Missouri)
Pickering – miasto w Stanach Zjednoczonych, w stanie Missouri, w hrabstwie Nodaway.